# جامعه‌شناسی زبان
جامعه‌شناسی زبان (به انگلیسی: Sociology of language) به بررسی روابط بین زبان و جامعه می‌پردازد. این علم با زبان‌شناسی اجتماعی، که به بررسی اثر جامعه بر زبان می‌پردازد، پیوند نزدیکی دارد. از پیشگامان این علم جاشوا فیشمن است که سرویراستار ژورنال بین‌المللی جامعه‌شناسی زبان است.
جامعه‌شناسی زبان به مطالعهٔ زبانی می‌پردازد که مردم یک جامعه در دنیای واقعی از آن بهره می‌برند.
یکی از اصیل‌ترین و قدیمی‌ترین نوع ارتباط انسان‌ها در طول تاریخ و در پهنهٔ جغرافیا، ارتباط کلامی است. نکتهٔ قابل توجه در ارتباط کلامی این است که ارتباط کلامی و گفتاری همیشه با نوعی از نمادهای ارتباط غیرکلامی مانند لبخند زدن، نگاه کردن، اخم کردن، سر تکان دادن، تأیید و تکذیب با سر و دست و نظایر آن همراه است که باعث تعمیق تأثیر این نوع ارتباط می‌شود. هر جامعه‌ای دارای زبان معیاری است که گونهٔ رسمی زبان آن جامعه بوده و از گونه‌های دیگر معتبرتر و با منزلت‌تر است. زبانی که افراد بشر در سرتاسر جهان به کار می‌برند، اعم از این که آن زبان فارسی یا انگلیسی، عربی یا هر زبان دیگر باشد، نظامی بسیار پیچیده و شگفت‌انگیز دارد. در واقع، زبان یکی از پیچیده‌ترین نظام‌هایی است که انسان با آن سر و کار دارد. تأثیر جنبهٔ اجتماعی زبان آن قدر روشن است که حتی برخی نظریه‌هایی که در مورد منشأ زبان انسان وجود دارد، تکامل زبان انسان را در بافت اجتماعی ممکن می‌داند.
جامعه‌شناسان زبان، تنوع زبانی را یکی از ویژگی‌های ذاتی زبان در نظر می‌گیرند. آن‌ها بر این باورند که عوامل اجتماعی نظیر جنسیت، طبقهٔ اجتماعی، تحصیلات، سن و قومیت در ایجاد تنوع زبانی نقش اساسی دارند.
جامعه‌شناسان زبان ترجیح می‌دهند به جای اصطلاح «زبان» از مفهوم «جامعهٔ زبانی» استفاده کنند. جامعهٔ زبانی، عبارت از هر گروهی از مردم است که گمان می‌کنند به زبان یکسانی سخن می‌گویند.